# 장승

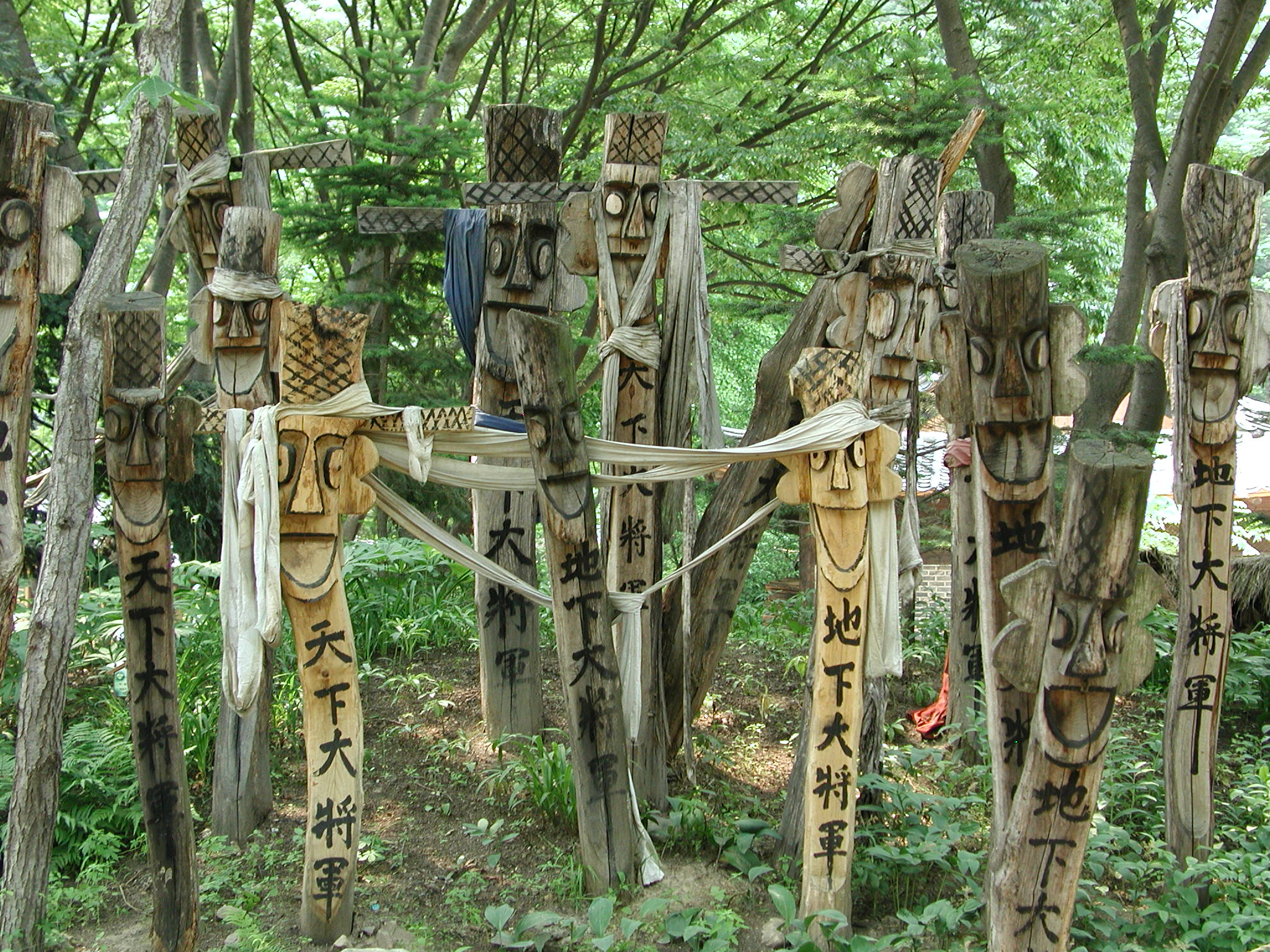
장승

장승(長栍)은 마을 또는 절 입구 등에 세운 사람의 얼굴 모양을 새긴 기둥이다. 벅수라고도 한다. 마을 간의 경계를 이정표 또는 귀신을 쫓는 마을의 수호신 구실을 한다. 일반적으로 남녀 한쌍의 모양으로 마을 입구에 세워져 있으며 남자에는 "천하대장군(天下大將軍)"이라 씌어져 있으며 여자에는 "지하여장군(地下女將軍)"이라 씌어져 있다. 나무로 만든 장승은 목장승이라고 부른다.

## 한국
예로부터 여러 지역에서 장승이 세워진 곳을 '장승배기'라 불러왔다. 대표적으로는 '서울특별시 동작구 장승배기로'와 이 곳에 위치한 장승배기역이 있다.

### 지정 문화재
- 여수 연등동 벅수 - 중요민속문화재 제224호
- 통영 문화동 벅수 - 중요민속문화재 제7호

## 일본
일본의 사이타마현 히다카시에 있는 신사인 고마 신사의 입구에 장승이 있다. 이 신사에서는 매년 5월3일 열리는 축제에서 한국 무용이 행해지고 있다.

## 사진

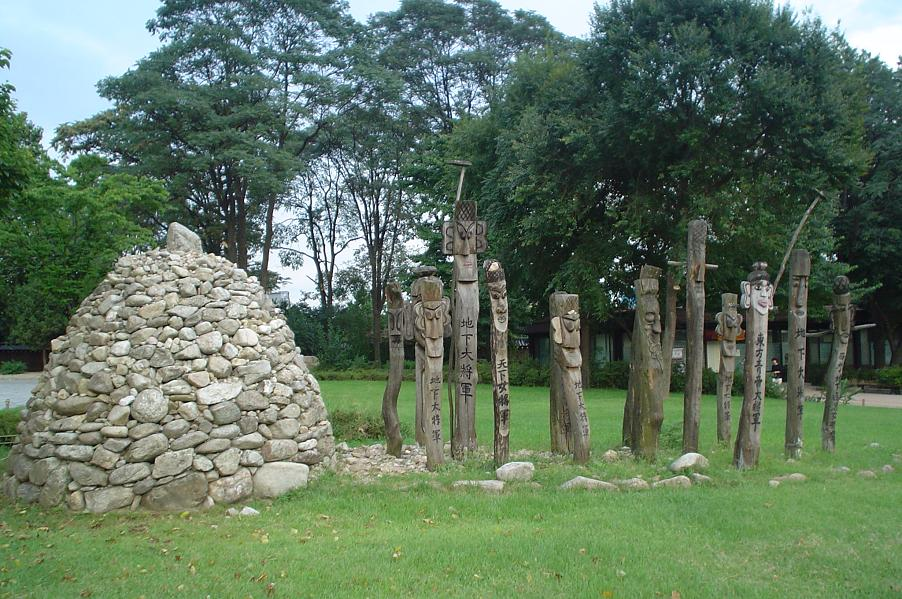
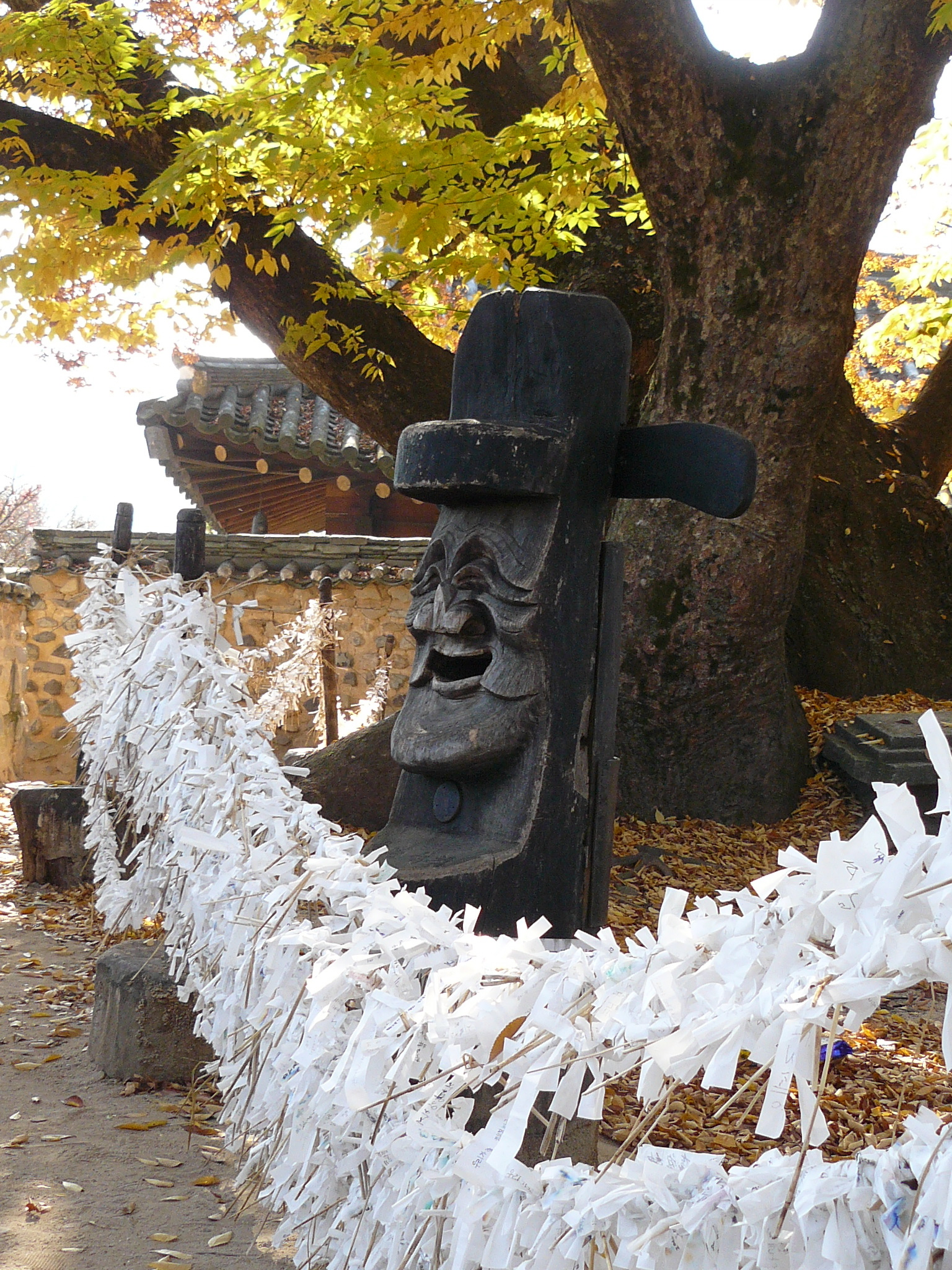
안동 하회마을의 장승
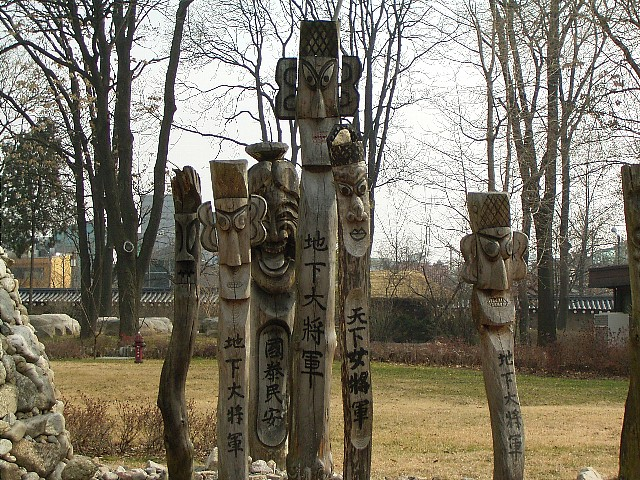
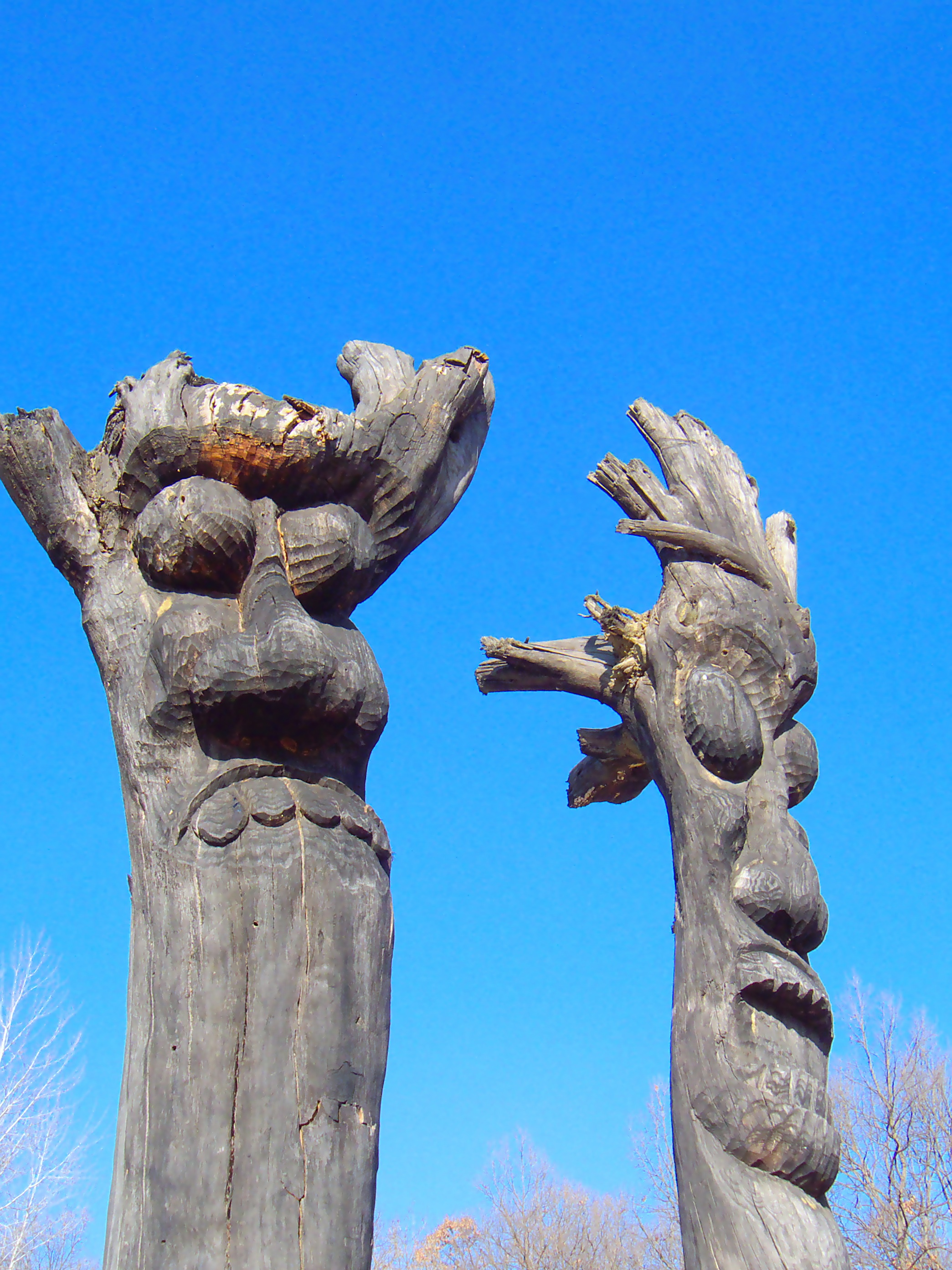
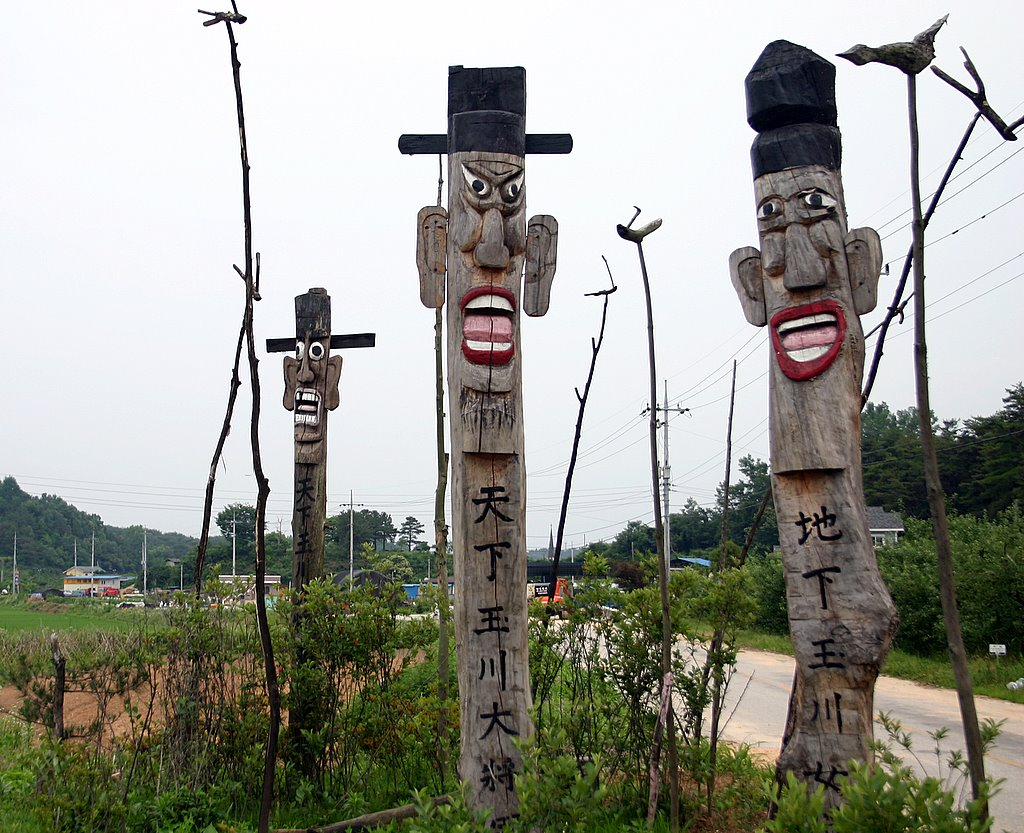

## 같이 보기
- 돌하르방
- 솟대

## 참고 문헌
- 이 문서에는 다음커뮤니케이션(현 카카오)에서 GFDL 또는 CC-SA 라이선스로 배포한 글로벌 세계대백과사전의 내용을 기초로 작성된 글이 포함되어 있습니다.